# クララサーカス
クララサーカス（Klara Circus）は日本のバンド。インディーズのナゴムレコードを中心に活動した3人組のガールズバンドで、結成当時はメンバー全員が現役の女子高生であった。1984年結成、1991年解散。

## メンバー
- ユミル（西岡由美子、現：大谷由美子） - ボーカル
- トモコ （磯部智子） - ピアノ
- ミンコ（石井美紀子） - ヴァイオリン

## グループ概要
1984年、千葉県で結成。ザ・スターリンなどのライブ会場で知り合った高校1年生のユミル、高校3年生のトモコの2人がライブ活動をはじめ、ほどなく高校1年生のミンコが加入。1980年代に流行したパンク・ロックの影響を受けながら、アコースティック楽器での演奏による童話のような歌詞の、ポスト・パンク的な曲調を持ち味としていた。
1986年、ユミルの大学受験により一時活動休止後、翌1987年に活動再開。この時にリズムマシンを導入する。
有頂天のケラ（ケラリーノ・サンドロヴィッチ）に見いだされ、ナゴムレコードより1987年にソノシート『ANGEL ORPHAN』、1990年にシングル『ミスフラワーバイスィクル』をリリース。同レーベルのオムニバスにも参加していた。なお活動中にアルバムは制作されなかった。
またユミルは西岡由美子名義で、映画『何もかも百回も言われたこと』（監督：犬童一心）の脚本・出演を担当するなど、音楽以外の活動も行っていた。
1991年にバンド解散。その後、ユミルとトモコはユニット「Being Beauteous」として活動。またユミルは「レスト・オブ・ライフ」「Americo」にて活動。トモコは磯部智子名義で、作曲家・編曲家として教育番組への楽曲提供などを中心に活動。ミンコもギタリストの熊井博基とのユニット「neon」などで音楽活動を再開している。
2012年、未発表ライブ音源・映像をメンバー自らセレクトしたCD+DVD『Klara Circus LIVE 1985 - 1991』をPEDAL RECORDSよりリリース。マスタリングは中村宗一郎（ゆらゆら帝国エンジニア）によるもの。映像は1988年に撮影されたクララサーカス出演の未公開映画『ロイドより』（監督 : 犬童一心）の未編集素材を編集したものが収録されている。
ソノシート・シングル未収録曲の「ルンペンとラプンツェル」（1988年）は、 たまの知久寿焼によるカバーで知られることとなった。この曲は『Klara Circus LIVE 1985 - 1991』で聴くことができるほか、京浜兄弟社のオムニバスCD10枚組BOXセット『21世紀の京浜兄弟者』にも収録されている。

## リリース・参加作品
(★) は再発ベスト未収録曲。

### シングル
- ソノシート『ANGEL ORPHAN』 - 1987年、ナゴムレコード
  - 「ANGEL ORPHAN」「僕のカタムキ」収録
- シングル『ミスフラワーバイスィクル』 - 1990年、ナゴムレコード
  - 「ミスフラワーバイスィクル」「原っぱのせせらぎ (★) 」収録

### カセットブック
いずれも カセットマガジン、オムニバス
- 『Hilde vol.2』 - 1986年、CSV渋谷
  - 「永い午后」収録
- カセットマガジン『C-M vol.4』 - 1986年
  - 「エリ（夢の残骸）」「団地 (★) 」収録

### オムニバスアルバム
- オムニバスLP『おまつり ナゴムオムニバスIII』 - 1988年、ナゴムレコード
  - 「ぼくらのにっこり」収録
- オムニバスCD『誓い空しく』 - 1991年、京浜兄弟社
  - 「リトル・ジャイアント」収録

### ゲスト参加
- 加藤賢崇ソロアルバム『若さ、ひとりじめ』 - 1991年、トモコのみ編曲で参加

### 再発ベスト
- クララサーカス『Klara Circus LIVE 1985 - 1991』 - 2012年、PEDAL RECORDS
  - CD+DVD。CD11曲、DVD15トラック（14曲+MC）収録
- 京浜兄弟社『21世紀の京浜兄弟者』 - 2015年、ディスクユニオン（SUPER FUJI DISCS）[3]
  - オムニバス10枚組CD BOX。クララサーカスは10曲収録

オムニバスより「リトル・ジャイアント」、「リトル・ジャイアント -ANOTHER MIX-」
ソノシートより「ANGEL ORPHAN」「僕のカタムキ」
カセットブックより「永い午后」「エリ（夢の残骸）」
ライブ「なにかとにてる」「Diamond In My Pocket」「ルンペンとラプンツェル」「おはよう王様」